# Hombres de negro: la serie animada
Men in Black: The Series, también conocida como MIB: The Series, MIB: The Animated Series, y Men in Black: The Animated Series (en Hispanoamérica es conocida como Hombres de Negro: La serie), es una serie de televisión animada estadounidense que cuenta con personajes de la película de ciencia ficción Hombres de negro de 1997, la cual se basó en la serie de cómics The Men in Black de Lowell Cunningham, originalmente publicado por Marvel / Malibu Comics. En Estados Unidos la serie se emitió originalmente en la cadena CBS del 11 de octubre de 1997 al 30 de junio de 2001. En Hispanoamérica fue transmitida por Cartoon Network en 1998. Fue producida por Adelaide Productions Inc. una división de Columbia TriStar Television, y Amblin Television como una serie de media hora que en un principio se emitía el sábado por la mañana, y luego fue movida a los días laborales durante el funcionamiento final. Es la serie de televisión más detallada de la saga de películas.

## Historia
Men in Black: The Series se basa en la exitosa película de 1997 Men in Black y la continuación de lo que dejó la película. El Agente K sigue siendo pareja del Agente J  en la organización (en la serie, K recupera la memoria en un caso que jamás se vio, hasta cuando salió la película de Hombres de Negro II, en donde el agente K recupera la memoria mediante un obsoleto desneuralizador). El agente L se trasladó al laboratorio dentro de la sede de los Hombres de Negro. La sede ya no se encuentra bajo el ventilador de la construcción de la batería del túnel de Brooklyn, sino que ahora está instalado en lo que parecía una zona en desuso bajo el aeropuerto de La Guardia. Hubo algunas diferencias en las apariencias en los personajes de la historieta. El agente L tenía pelo rubio y un peinado diferente, Agente J no tiene un bigote y Zeta en la película tenía el pelo negro y un bigote, mientras que en la serie tenía pelo blanco y no tenía perilla. Los ojos de Zeta ahora tenían ojeras, para dar la impresión de padecer falta de sueño.
Se sabe también que la Tierra representada por MIB, entró a una Alianza Galáctica de paz, similar a la ONU, donde el planeta mantiene su neutralidad y ofrece sus territorios para el emplazamiento de Mesas de Diálogo de Paz.
En última instancia, la trama básica de la fórmula de MIB es proteger la Tierra de cualquier daño de origen extraterrestre, y el mantenimiento de la paz en el planeta y la galaxia.

## Personajes
Junto con los agentes Jay, Kay y Elle (L), la serie incluye un mayor reparto de personajes periódicos y semi-regulares. Algunos se basan en sus homólogos de la película mientras que otros son nuevas adiciones al Universo de los Hombres de negro.

### Personajes que vuelven de la película
| Personaje | Voz original (EE. UU.)                                        | Doblaje en Hispanoamérica                                                |
| --- | ------------------------------------------------------------- | ------------------------------------------------------------------------ |
| Agente J | Keith Diamond                                                 | Juan Alfonso Carralero                                                   |
| Agente J (originalmente James Darrel Edwards III) también conocido como Jay es uno de los principales agentes de la organización. Él es enérgico e intenta traer la emoción a la suave organización. En un punto, J detiene al extraterrestre Jarra por intentar robar la capa de ozono de la Tierra y venderla en el mercado negro. Es el compañero del Agente K. |                                                               |                                                                          |
| Agente K | Ed O'Ross [Temporada 1], Gregg Berger [Temporadas 2-4]        | Blas García                                                              |
| Agente K (originalmente Kevin Brown) también conocido como Kay es un agente superior y un fundador de la organización; después de trabajar en la organización M.I.B. durante casi 40 años, él casi no muestra ninguna emoción. Junto a J, K debe luchar frecuentemente contra Alfa, su antiguo compañero y mentor. |                                                               |                                                                          |
| Agente L | Jennifer Lien [Temporadas 1-3], Jennifer Martin [Temporada 4] | Maru Guzmán                                                              |
| Agente L (originalmente Dra. Laurel Weaver) es una trabajadora de la morgue que se une a M.I.B. después de ayudar a los agentes K y J a evitar que el Insecto robe el collar de La Galaxia. Permanece en la sección médica de la organización hasta la temporada 4, cuando se convierte en una agente de campo con el Agente X como su compañero. |                                                               |                                                                          |
| Jefe Z | Charles Napier                                                | Paco Mauri [Primeros episodios], Ismael Castro [en el resto de la serie] |
| También conocido como Zed es el director de la organización y jefe de K y J. Por lo general se encuentra en su oficina, muy por encima del piso principal del cuartel. Se sabe que él tomó el puesto de director en algún momento antes del incidente con Serlena y la Luz de Zartha, en 1978. En esta serie Zed es un poco más gruñón que su versión cinematográfica, su aspecto físico también es muy diferente siendo un hombre con sobrepeso. Las ojeras de su cara hacen que se vea como una persona estresada que trabaja largas horas en la organización. |                                                               |                                                                          |
| Frank, el perro | Eddie Barth                                                   | Juan Alfonso Carralero                                                   |
| Frank es un extraterrestre que vive en la ciudad de Nueva York, bajo la apariencia de un pug. Más tarde se revela que el "humano" en el quiosco de revistas de Frank es un robot, y que la verdadera forma de Frank es bastante parecida a la de un perro de raza pug, aunque con un color verde oscuro, antenas y una cola de 3 puntas. |                                                               |                                                                          |
| Los Gusanos | Patrick Pinney y Pat Fraley                                   | Desconocido                                                              |
| Cuatro extraterrestres que aman tomar café y relajarse en la sala de descanso de la organización. Son famosos por conocer diversas formas de la oración y las reglas de la organización. De vez en cuando ayudan a K o J. En un futuro alternativo, los gusanos se muestran como la raza dominante sobre la tierra después de ser clonados y multiplicados. |                                                               |                                                                          |
| Los gemelos Idikiukup y Bob | Patrick Pinney y Pat Fraley                                   | Desconocido                                                              |
| Un par de gemelos (ganándose el apodo de Los Gemelos) extraterrestres que sirven como científicos principales de M.I.B. junto con la Agente L. En su mayoría permanecen en la sede central, aunque Bob pilotea un helicóptero en el episodio "The Fmall, Fmall World Syndrome". |                                                               |                                                                          |
| Jack Jeebs | Tony Shalhoub [Temporada 1] Billy West [Temporadas 2-4]       | Ismael Castro                                                            |
| Jack Jeebs es un extraterrestre humanoide que dirige una casa de empeño, comerciando con mercadería extraterrestre (muchas veces de contrabando) y humana. La cabeza de Jeebs a menudo es explotada pero al tener la habilidad de regenerar su cuerpo, vuelve a crecer. |                                                               |                                                                          |
| Insecto Edgar | Desconocido                                                   | Desconocido                                                              |
| El principal antagonista de la película con actores reales que fue asesinado por la Agente L; su única aparición en la serie fue en una escena retrospectiva de su muerte. Se revela que Edgar tiene un hermano gemelo llamado Edwin, además de ser el favorito de la Reina Insecto. Su muerte hace que La Reina ponga una recompensa por la cabeza de Elle. |                                                               |                                                                          |

### Personajes únicos del programa
| Personaje | Voz original (EE. UU.) | Doblaje en Hispanoamérica |
| --- | ---------------------- | ------------------------- |
| Alfa | David Warner           | Martín Soto               |
| Alfa es el antiguo mentor del agente K, y ahora el enemigo jurado de la organización M.I.B. y el agente K. Él se alía con Vangus para escapar de su prisión y después regresa convertido en un cyborg. Alfa muere en el episodio "The Endgame Syndrome: Part 2". J a menudo lo llama burlonamente "Alfalfa". Él es el principal antagonista de la serie. |                        |                           |
| Buzzard | Sherman Howard         | Desconocido               |
| un Zombarian cazarrecompensas que ocasionalmente es adversario de los agentes J y K. |                        |                           |
| Aileen | Beth Broderick         | Desconocido               |
| Una mujer extraterrestre y agente de los Hombres de Negro: una humanoide de piel azul, con manos maleables. Perdió a su anterior compañero por un extraterrestre metamorfo llamado “n Inanimate”. Tiempo después se le asigna otra compañera llamada Eidi, con quien tiene una actitud similar a la del agente K con J. Al igual que K, ella es una agente legendaria en su planeta natal. |                        |                           |
| El Emperador Worm | Vincent D'Onofrio      | Desconocido               |
| El Emperador Gusano es el líder de los Gusanos. A diferencia de los otros Gusanos, el Emperador es enormemente gordo y casi el doble de alto que los demás. Por lo general, aparece sin anunciarse en la organización. El Emperador es descuidado e indefenso, por lo que los otros Gusanos deben vigilarlo. |                        |                           |
| Agente X | Adam Baldwin           | Desconocido               |
| Un extraterrestre de orejas grandes y piel verde originario de la galaxia G-Dan; reclutado en la organización como socio de Elle, para suavizar las relaciones entre humanos y extraterrestres. Es el primer agente de campo no humano. A pesar de que tiene un historial impecable, X fue suspendido seis veces en su galaxia natal. |                        |                           |
| Dr. Zan'dozz Zeeltor | Steve Kehela           | Desconocido               |
| Un extraterrestre humanoide de piel azul que reemplaza a Elle como director científico de la organización. Él es muy excéntrico respecto a los elementos simples alrededor de la Tierra. La mayoría de sus inventos usualmente perjudican más al agente J, como un bloc de notas adhesivas que comenzó a estrecharlo. Zeeltor tiene una mascota llamada Lucy: una bacteria de la colonia Futavian que hace un sonido rugiente. |                        |                           |
| Agente U | Desconocido            | Desconocido               |
| Un agente promedio. Su nombre antes de unirse a la organización fue Upton, lo cual J deduce fácilmente. Hay un chiste recurrente donde el nombre clave del agente U y la palabra "you" (“tú” en español) a menudo se confunden. El agente U se muestra como un gran adulador y simplemente enseña a los niños extraterrestres a disfrazarse como humanos, aunque en el episodio "The Buzzard Syndrome" se ve al Agente U atrapando a un criminal Micreliano. |                        |                           |
| Agente E | Desconocido            | Desconocido               |
| Un agente promedio que también trabajó en Hollywood. Se especializa en conseguir trabajo para los extraterrestres en películas y programas de televisión. La mayoría de sus clientes se parecen a extraterrestres como el Xenomorph y Alf. |                        |                           |
| Klah'Mikk | Desconocido            | Desconocido               |
| Un administrador de papeleo extraterrestre que trabaja para la organización. |                        |                           |
| Insecto Edwin | Vincent D'Onofrio      | Desconocido               |
| El hermano gemelo de Edgar el insecto; enviado por la Reina de los Insectos para vengarse de la Agente L, sin embargo es asesinado por los Gusanos. |                        |                           |
| La Reina Insecto | Mary Kay Bergman       | Desconocido               |
| La reina del planeta de Edwin y Edgar y madre de todos los insectos. La Reina Insecto puso una recompensa sobre la cabeza de la Agente L, ofreciendo jalea real para el insecto que mate a Elle. Más tarde intentó colonizar Manhattan con una nueva generación de descendientes, pero sus planes fueron frustrados por los Hombres de Negro. La Reina Insecto posteriormente intentó conquistar la Tierra una vez más, pero nuevamente sus planes fueron frustrados por el Agente K y el Agente J que inundaron el túnel que los Insectos estaban usando como base. Finalmente fue vencida por los esfuerzos combinados de K y un J temporalmente amnésico. |                        |                           |
| Los Fmeks | Desconocido            | Desconocido               |
| Las contrapartes belicistas de los Arquillianos. Los Fmeks son los enemigos jurados de los Arquillianos porque el planeta Arquillian es más grande que su mundo natal Fmoo. |                        |                           |
| Zan Zarcanicus (Troy) el Simbionte | Rino Romano            | Desconocido               |
| Un joven simbionte aventurero que tiene una relación lúdica con J. Su sueño es trabajar para la organización M.I.B. algo que a su madre no le agrada. Troy se convierte en un interno de la organización en el episodio "The Heads You Lose Syndrome". |                        |                           |

## Lanzamientos en video para el hogar
En Estados Unidos se emitieron seis episodios de la primera mitad de la temporada 1 en tres volúmenes VHS de dos episodios, todos puestos a disposición el 16 de marzo de 1999. Reino Unido recibió un lanzamiento similar el 19 de agosto de 2002, sin embargo, los seis episodios se lanzaron en un VHS entero en lugar de estar divididos en tres volúmenes de dos episodios. El lanzamiento también incluyó un séptimo episodio como bonus, que en realidad era el episodio uno, considerado como el "episodio piloto". Luego se anunció que el resto de la primera temporada de la serie (los episodios 8-13) se lanzaría exclusivamente en la región, estando disponible en VHS el 24 de enero de 2003.

### DVD
El 12 de julio de 2004, los primeros tres episodios de la primera temporada fueron emitidos en DVD por primera vez por UCA Pictures. Se planificaron más lanzamientos, pero las ventas no fueron lo suficientemente fuertes como para justificar otros lanzamientos de DVD de UCA. La primera temporada completa se emitió en DVD por primera vez el 4 de julio de 2007 en Australia, a través de Sony Pictures Entertainment. El set contiene dos volúmenes, el primero incluye siete episodios, y el segundo incluye los seis episodios restantes. El 16 de julio de 2007, el set se puso a disposición en Reino Unido, sin embargo, esta vez se dividió en dos volúmenes separados en lugar de un set completo en cajas. El 11 de mayo de 2012, la primera temporada completa se lanzó en DVD por primera vez en los Estados Unidos, quedando disponible como un producto exclusivo para las tiendas Target del país. Hasta el momento, no se han anunciado planes para lanzar más temporadas de la serie en DVD desde 2018. Aparentemente Mill Creek Entertainment anunció la serie completa en DVD.